# East Coast West Coast Killas
«East Coast/West Coast Killas» es un sencillo del álbum de compilación de Dr. Dre, Dre Presents the Aftermath. Cuenta con la colaboración de RBX, KRS-One, B-Real y Nas, en ese entonces, junto a Dre, integrantes de Group Therapy. La canción se dirige principalmente a que la rivalidad entre la costa este y la costa oeste era innecesaria. Usa un sample de la canción "Ironside" de Quincy Jones. El video musical fue producido por Hype Williams.